# César García
César García (Caracas, 24 maggio 1990) è un cestista venezuelano.

## Carriera
Con il Venezuela ha disputato due edizioni dei Campionati americani (2015, 2017).